# Eupithecia annulata
Eupithecia annulata, conocida en América del Norte como polilla del alerce (del ingles, larch pug moth),  es una especie de polilla de la familia Geometridae. La especie fue descrita por primera vez por George Duryea Hulst habiendo sido descrita en 1896, con distribución en Canadá y el suroeste de Estados Unidos. 

## Disrtribución
E. annulata es una especie trascontinental, se encuentra distribuida principalmente en el Noroeste del Pacífico de América del Norte desde el norte de Columbia Británica hasta el Yukón, al este de Terranova y Labrador y al sur de California y Colorado.
El lectotipo de la especie fue descrita en el estado de California y el holotipo en los alrededores del monte Catskill Big Indian Valley, Nueva York. Otros holotipos fueron hayados en el estado de Oregón, a nivel de Port Orford. En 1951 fue identificada como E. filmata, descrita en Columbia Británica.

## Descripción
Tiene una envergadura de aproximadamente 19 milímetros (0,7 plg). Tiene marcas y envergadura muy similar a las de E. catalinata. Los adultos vuelan de abril a junio.

## Ciclo de vida
Las orugas se alimentan de varias especies de plantas, incluyendo:Pseudotsuga menziesii, Picea mariana, Picea engelmannii, Picea glauca, Picea engelmannii, Pseudotsuga menziesii var. glauca, Tsuga mertensiana, Tsuga heterophylla, Abies amabilis, Abies grandis, Abies lasiocarpa, Abies lasiocarpa, Quercus garryana, Pinus monticola, Pinus contorta var. latifolia, Larix occidentalis y Thuja plicata. Las larvas adultas alcanzan una longitud de aproximadamente 22 mm. Tiene dos morfologías. La forma común tiene una variante verde y marrón. La segunda morfología tiene un cuerpo y una cabeza de color marrón verdoso, marrón rojizo o marrón amarillento. Las larvas se pueden encontrar de mayo a agosto y la pupa se produce de julio a agosto. La especie pasa el invierno en estado de pupa. 
La oviposición ocurre en el comienzo de la primavera norteamricana. Las orugas son amarillentas y comienzan alimentándose de las nuevas agujas de los pinos. La pupa aparece en el verano y puede pasar el invierno como tal.